# Galmsbüll
Galmsbüll est une commune de l'arrondissement de Frise-du-Nord, Land de Schleswig-Holstein.

## Géographie
Galmsbüll est situé sur la côte de la mer du Nord, à environ sept kilomètres à l'ouest de Niebüll et de la Bundesstraße 5.

## Histoire
La Hallig de Galmsbüll est mentionnée pour la première fois au milieu du XIIIe siècle. Elle est un peu plus grande que celle d'Oland et des salines plus importantes dont on arrête l'activité en 1782. Des terps originels, un seul donne sur la mer. Différents plans de remise en état de la baie de Dagebüll échouent en raison des difficultés et de leurs coûts.
Après l'inondation de 1710, il ne reste que 80 habitations sur la hallig. Galmsbüll est considéré comme la paroisse plus pauvre du duché de Schleswig. Même si dans les années 1730 on ne collecte pas assez d'impôts et que le roi doit contribuer aux frais d'entretien, on construit une nouvelle église en 1749.
En 1681, Christian-Albert de Holstein-Gottorp donne un octroi pour l'endiguement. La digue est achevée en 1682. Elle donne naissance aux polders qui deviennent des propriétés collectives de Wiedingharde, Bökingharde, Karrharde. La nouvelle digue fait aussi l'objet d'un octroi en 1706.
Dans le cadre de la reconstruction de Christian-Albrecht-Koog, la hallig est reliée au continent à la fin du XVIIIe siècle. L'église est détruite pour ces travaux puis la paroisse est dissoute.
Un nouveau polder apparaît et est habité dès 1799. On l'appelle Marienkoog en l'honneur de Marie-Sophie de Hesse-Cassel, l'épouse de Frédéric VI de Danemark.
L'église Saint-Gallus est construite en 1890 par Heinrich Moldenschardt en brique dans un style néogothique.
Avec la rénovation des digues en 1933, un programme de Blut und Boden, de nouveaux terre-pleins sont gagnés.
Le 1er février 1974, les communes de Christian-Albrechts-Koog, de Kleiseerkoog et de Marienkoog sont regroupées en une seule. On lui donne le nom de Galmsbüll en référence à l'ancienne hallig.

## Source, notes et références
- (de) Cet article est partiellement ou en totalité issu de l’article de Wikipédia en allemand intitulé « Galmsbüll » (voir la liste des auteurs).
- 200 Jahre Marienkoog 1798-1998 und 60 Jahre Galmsbüllkoog 1939-1999, hg. v. Sielverband Marienkoog 1999
- Albert Panten: Die Christian-Albrechts-Köge 1682-1982, 247 Seiten gebunden mit div. Abb., 1982 Breklumer Druckerei Manfred Siegel, hg. v. Sielverband der Christian-Albrechts-Köge. (Nur noch im Antiquariat erhältlich)
- Christian Sibbern Melfsen: Beiträge zur Geschichte der Familien Melfsen und Leevsen vor 1919, als Manuskript auf Hof Gottesgabe verfasst und in Kopien in der Familie Melfsen weitergegeben.